# Llista d'esglésies romàniques del Baix Empordà
El Baix Empordà és un bon mostrari de l'art romànic que es construïren des del preromànic fins al romànic més acurat. Ple de castells i viles, com Pals o Peratallada, que tenen una forta descendència medieval, destaquen els vells temples com Sant Julià de Boada o Sant Pere d'Ullastret, i per sobre de tots Sant Miquel de Cruïlles.

| Església                             | Municipi                                                            | Any consagració | Coordenades                | Id.? | Imatge                            |
| ------------------------------------ | ------------------------------------------------------------------- | --------------- | -------------------------- | ---- | --------------------------------- |
| Sant Cugat d'Albons                  | Albons                                                              |                 | Plantilla:Inline coord dec |      |                                   |
| Sant Grau d'Albons                   | Albons                                                              |                 | Plantilla:Inline coord dec |      |                                   |
| Sant Joan de Bellcaire               | Bellcaire d'Empordà                                                 | 1002            | Plantilla:Inline coord dec |      | Sant Joan de Bellcaire            |
| Santa Maria de Bell-lloc d'Aro       | Santa Cristina d'Aro Bell-lloc                                      |                 | Plantilla:Inline coord dec |      |                                   |
| Santa Agnès de Solius                | Santa Cristina d'Aro Solius                                         |                 | Plantilla:Inline coord dec |      |                                   |
| Sant Feliu de Parlavà                | Parlavà                                                             | 1019            | Plantilla:Inline coord dec |      | Sant Feliu de Parlavà             |
| Sant Miquel del castell de la Bisbal | Bisbal d'Empordà, La                                                |                 | Plantilla:Inline coord dec |      |                                   |
| Sant Martí de Cassà de Pelràs        | Corçà Cassà de Pelràs                                               |                 | Plantilla:Inline coord dec |      | Sant Martí de Cassà de Pelràs     |
| Sant Martí de Calonge                | Calonge                                                             |                 | Plantilla:Inline coord dec |      |                                   |
| Santa Maria del Collet               | Calonge Sant Antoni de Calonge                                      |                 | Plantilla:Inline coord dec |      |                                   |
| Sant Esteve de Canapost              | Forallac Canapost                                                   | 1019            | Plantilla:Inline coord dec |      | Sant Esteve de Canapost           |
| Sant Genís de Casavells              | Corçà Casavells                                                     | 1071            | Plantilla:Inline coord dec |      | Sant Genís de Casavells           |
| Sant Joan de Matajudaica             | Corçà Matajudaica                                                   | 1071            | Plantilla:Inline coord dec |      |                                   |
| Sant Llorenç de Colomers             | Colomers                                                            |                 | Plantilla:Inline coord dec |      |                                   |
| Santa Maria de Colomers              | Colomers                                                            |                 | Plantilla:Inline coord dec |      | Santa Maria de Colomers           |
| Sant Julià de Corçà                  | Corçà                                                               | 1065            | Plantilla:Inline coord dec |      | Sant Julià de Corçà               |
| Santa Cristina de Corçà              | Corçà                                                               |                 | Plantilla:Inline coord dec |      | Santa Cristina de Corçà           |
| Santa Eulàlia de Cruïlles            | Cruïlles, Monells i Sant Sadurní de l'Heura Cruïlles                |                 | Plantilla:Inline coord dec |      | Santa Eulàlia de Cruïlles         |
| Sant Genís de Monells                | Cruïlles, Monells i Sant Sadurní de l'Heura Monells                 |                 | Plantilla:Inline coord dec |      | Sant Genís de Monells             |
| Santa Pellaia                        | Cruïlles, Monells i Sant Sadurní de l'Heura Santa Pellaia           |                 |                            |      |                                   |
| Sant Esteve d'Esclanyà               | Begur Esclanyà                                                      |                 | Plantilla:Inline coord dec |      |                                   |
| Santa Maria de Fenals d'Amunt        | Castell-Platja d'Aro Fenals d'Amunt                                 |                 | Plantilla:Inline coord dec |      |                                   |
| Santa Coloma de Fitor                | Forallac Fitor                                                      |                 | Plantilla:Inline coord dec |      |                                   |
| Sant Cristòfol de Fonolleres         | Parlavà Fonolleres                                                  |                 | Plantilla:Inline coord dec |      |                                   |
| Sant Martí de Fontanilles            | Fontanilles                                                         |                 | Plantilla:Inline coord dec |      | Sant Martí de Fontanilles         |
| Sant Pau de Fontclara                | Palau-sator Fontclara                                               | 908             | Plantilla:Inline coord dec |      | Sant Pau de Fontclara             |
| Santa Maria de Fonteta               | Forallac Fonteta                                                    |                 | Plantilla:Inline coord dec |      |                                   |
| Sant Sadurní de Garrigoles           | Garrigoles                                                          |                 | Plantilla:Inline coord dec |      | Sant Sadurní de Garrigoles        |
| Sant Vicenç de les Olives            | Garrigoles                                                          |                 | Plantilla:Inline coord dec |      |                                   |
| Sant Romà de Llabià                  | Fontanilles Llabià                                                  |                 | Plantilla:Inline coord dec |      |                                   |
| Sant Esteve de Maranyà               | Tallada d'Empordà, La Maranyà                                       |                 | Plantilla:Inline coord dec |      | Sant Esteve de Maranyà            |
| Sant Pere de Palau-sator             | Palau-sator                                                         |                 | Plantilla:Inline coord dec |      | Sant Pere de Palau-sator          |
| Sant Pere de Pals                    | Pals                                                                |                 | Plantilla:Inline coord dec |      |                                   |
| Sant Andreu de Pedrinyà              | Pera, La Pedrinyà                                                   |                 | Plantilla:Inline coord dec |      |                                   |
| Santa Susanna de Peralta             | Forallac Santa Susanna de Peralta                                   |                 | Plantilla:Inline coord dec |      |                                   |
| Sant Esteve de Peratallada           | Forallac Peratallada                                                |                 | Plantilla:Inline coord dec |      | Sant Esteve de Peratallada        |
| Sant Martí de Romanyà                | Romanyà de la Selva                                                 |                 | Plantilla:Inline coord dec |      | Sant Martí de Romanyà             |
| Sant Joan de Salelles                | Cruïlles, Monells i Sant Sadurní de l'Heura Salelles                | 1136            | Plantilla:Inline coord dec |      |                                   |
| Santa Cristina d'Aro                 | Santa Cristina d'Aro                                                |                 | Plantilla:Inline coord dec |      |                                   |
| Santa Margarida                      | Palafrugell                                                         |                 | Plantilla:Inline coord dec |      |                                   |
| Sant Pol de la Bisbal                | Bisbal d'Empordà, La Sant Pol de la Bisbal                          |                 | Plantilla:Inline coord dec |      | Sant Pau de la Bisbal             |
| Sant Cebrià de Lledó                 | Cruïlles, Monells i Sant Sadurní de l'Heura Sant Cebrià de Lledó    |                 | Plantilla:Inline coord dec |      |                                   |
| Sant Cebrià dels Alls                | Cruïlles, Monells i Sant Sadurní de l'Heura Sant Cebrià dels Alls   |                 | Plantilla:Inline coord dec |      |                                   |
| Sant Climent de Peralta              | Forallac Sant Climent de Peralta                                    |                 | Plantilla:Inline coord dec |      | Sant Climent de Peralta           |
| Monestir de Sant Feliu de Guíxols    | Sant Feliu de Guíxols                                               |                 | Plantilla:Inline coord dec |      | Monestir de Sant Feliu de Guíxols |
| Sant Iscle d'Empordà                 | Serra de Daró Sant Iscle d'Empordà                                  |                 | Plantilla:Inline coord dec |      |                                   |
| Sant Julià de Boada                  | Palau-sator Sant Julià de Boada                                     |                 | Plantilla:Inline coord dec |      | Sant Julià de Boada               |
| Sant Llorenç de les Arenes           | Foixà Sant Llorenç de les Arenes                                    |                 | Plantilla:Inline coord dec |      |                                   |
| Sant Miquel de Cruïlles              | Cruïlles, Monells i Sant Sadurní de l'Heura Sant Miquel de Cruïlles |                 | Plantilla:Inline coord dec |      | Sant Miquel de Cruïlles           |
| Sant Romà de les Arenes              | Foixà Sant Llorenç de les Arenes                                    |                 | Plantilla:Inline coord dec |      | Sant Romà de les Arenes           |
| Sant Sadurní de l'Heura              | Cruïlles, Monells i Sant Sadurní de l'Heura Sant Sadurní de l'Heura |                 | Plantilla:Inline coord dec |      | Sant Sadurní de l'Heura           |
| Santa Maria de la Tallada            | Tallada d'Empordà, La                                               |                 | Plantilla:Inline coord dec |      | Santa Maria de la Tallada         |
| Sant Climent de Tor                  | Tallada d'Empordà, La Tor                                           |                 | Plantilla:Inline coord dec |      | Sant Climent de Tor               |
| Sant Pere d'Ullastret                | Ullastret                                                           |                 | Plantilla:Inline coord dec |      | Sant Pere d'Ullastret             |
| Sant Pere de la Vall                 | Verges                                                              |                 | Plantilla:Inline coord dec |      |                                   |
| Sant Mateu de Valldavià              | Vilopriu                                                            |                 | Plantilla:Inline coord dec |      |                                   |
| Sant Mateu de Vall-llobrega          | Vall-llobrega                                                       |                 | Plantilla:Inline coord dec |      | Sant Mateu de Vall-llobrega       |
| Sant Julià de Verges                 | Verges                                                              |                 | Plantilla:Inline coord dec |      |                                   |
| Sant Andreu d'Ullà                   | Ullà                                                                |                 | Plantilla:Inline coord dec |      |                                   |
| Santa Eulàlia d'Ultramort            | Ultramort                                                           |                 | Plantilla:Inline coord dec |      | Santa Eulàlia d'Ultramort         |
| Sant Pere de Vilopriu                | Vilopriu                                                            |                 | Plantilla:Inline coord dec |      |                                   |